# The Long Play
The Long Play е първият самостоятелен албум на Сандра Крету, издаден през 1985 г.

## За албума
Най-голям успех постига сингълът (I`ll Never Be) Maria Magdalena, който пробива в топ класациите на 21 държави, като попада в топ 10 в 5 от тях. Песента участва в германския топ 20 16 седмици.

## Песни
1. In the heat of the night – 5:20
2. On The Tray (Seven Years) – 3:45
3. Little Girl – 3:11
4. You and I – 5:59
5. I`ll (Never Be) Maria Magdalena – 5:55
6. Heartbeat (That's Emotion) – 4:53
7. Sisters And Brothers – 3:23
8. Change Your Mind – 4:04

## Сингли
- I`ll (Never Be) Maria Magdalena 1985
- In the heat of the night 1985
- Little Girl – 1986